# Вільненська сільська рада (Апостолівський район)
| Вільненська сільська рада — колишній орган місцевого самоврядування у Апостолівському районі Дніпропетровської області з адміністративним центром у c. Вільне. Сільській раді були підпорядковані населені пункти: - c. Вільне - с. Веселі Чумаки - с. Єлизаветпілля - с. Новоукраїнське |

## Склад ради
Рада складалася з 16 депутатів та голови.

## Керівний склад сільської ради
| ПІБ                            | Основні відомості                                                                      | Дата обрання | Дата звільнення |
| ------------------------------ | -------------------------------------------------------------------------------------- | ------------ | --------------- |
| Скалига Анатолій Володимирович | Сільський голова, 1949 року народження, освіта, член народної партії                   | 26.03.2006   | 31.10.2010      |
| Гаврюк Олександр Іванович      | Сільський голова, 1957 року народження, освіта вища, член Комуністичної партії України | 31.10.2010   |                 |

Примітка: таблиця складена за даними джерела

## Населення
За переписом населення України 2001 року в селі мешкали 1462 особи.

### Мова
Розподіл населення за рідною мовою за даними перепису 2001 року:
| Мова       | Відсоток |
| ---------- | -------- |
| українська | 93,50 %  |
| російська  | 5,25 %   |
| білоруська | 0,69 %   |
| молдовська | 0,35 %   |
| інші       | 0,21 %   |